# ولاية وادي المعاول
ولاية وادي المعاول، إحدى ولايات محافظة جنوب الباطنة في منطقة الباطنة في الجزء الشمالي من سلطنة عمان. وتضم الولاية عددا لا بأس به من القلاع والحصون والأبراج التاريخية القديمة، على رأسها : قلعة (السفالة) التي تقع في بلدة (أفي) والتي اتخذتها الولاية شعارا لها. كما توجد قلعة أخرى في بلدة (مسلمات) بالإضافة إلى ثلاثة حصون هي :بيت مطمع، العلاية، الخندق، وحصن حبرا.
بالإضافة إلى سبعة أبراج: الحجرة، العوينة، شامس، زاهر، العيون، وبرج اللاجال.

## القرى الرئيسية
- أفي
- مسلمات
- حبراء
- اللاجال
- الواسط
- المريغة
- الطوية
- العريق
- وادي مستل والقرى التابعة لها هي:
- الغبرة * أمطي * الحيل * وجما * الجيلة * حسما
- قيس * مياقع * ردة مويزة *الشبيكة * صفي الأبيض * المطالع

## تعداد السكان
(11.259) إحدى عشر ألفا ومئتين وتسعة وخمسون نسمة.

## موقع الولاية
تقع ضمن ولايات محافظة جنوب الباطنة وتحدها من الشمال الشرقي ولاية بركاء ومن الجنوب والجنوب الشرقي والجنوب الغربي ولاية نخل وولاية العوابي من الغرب الجنوبي. تبعد عن محافظة مسقط نحو 115 كم. وتعتبر الولاية البوابة بالنسبة لبعض ولايات جنوب الباطنة ومحافظة الظاهرة وبعض قرى وولايات محافظة الداخلية الواقعة على سفوح وضفاف الجبال الشمالية لتلك الولايات مثل بعض قرى الجبل الأخضر وجبل شمس وذلك من خلال الطريق الواصل من وإلى محافظة مسقط عبر هذه الولاية لموقعها الجغرافي الذي تتميز به.

## المعالم التراثية والسياحية
تزخر الولاية بالعديد من المعالم الأثرية من الأبراج والحصون والقلاع المنتشرة، ففي الولاية أكثر من 15 قلعة متوزعة على بلدات وقرى الولاية ومن هذه القلاع قلعة السفالة الشامخة والتي اتخذت شعارا للولاية حيث يوجد بهذه القلعة جامع السفالة العريق والذي تم بناؤه منذ أكثر من ثلاثة قرون.
ومن القلاع الشهيرة أيضا قلعة المطلع وقلعة الغبرة وقلعة حجرة مسلمات وقلعة العلاية وقلعة العريق وقلعة الطوية وقلعة حجرة الشيخ وقلعة العوينة، وما يميز هذه القلاع هو وجودها وسط الحارات القديمة والتي تكون محاطة بأسوار دائرية وأبراج.
كما يوجد بالولاية العديد من الحصون منها حصن الحيل وحصن حبراء وحصن بيت مطمع وحصن بني سليمة وحصن الشرجة وحصن العالي والحصن الشرقي وحصن المحيدث وحصن المحيول بالإضافة إلى بيت الخندق والذي يسمى (الروشن) في حجرة مسلمات.
ويوجد بالولاية نحو (15) برجا لا يزال معظمها شامخ البنيان ومن أهمها برج الحجرة وبرج شامس وزاهر والمقيرشية والسوق والحيل وبرج صباح رفعة والعوينة والشامسي وبرج مفتاح والحصن وبرج المدفع العلوي والقرن وبرج المدفع الحدري والصويفح.
تشتهر الولاية أيضا بشجرة فريدة وهي شجرة (الفنس) والموجودة في بلدة أفي بحلة المصرجية وهي من الأشجار النادرة في السلطنة والتي يعود تاريخها إلى نهاية القرن السابع عشر الميلادي حسب الرواية. هذه الشجرة تبدأ في طلوع الثمر مع مطلع نخلة النغال. حيث تبدأ بطلع الزهور من جذعها الاساسي ويكون نضج ثمارها في بداية شهر يونيو ويتم معرفة نضجها بخروج رائحتها الزكية حيث يوجد بداخل ثمار شجرة الفنس لب مثل لب المانجو شبه أحمر. ورغم المحاولات العديدة التي يقوم بها محبي هذه الشجرة لغرس أنواع منها في مختلف ولايات السلطنة ولكن دون جدوى ولله في خلقه شؤون.

## الأفلاج والعيون المائية
يوجد في الولاية ما يقارب من أربعين فلجا موزعة على كافة أرجاء الولاية ومنها الواشحي والمالكي والنباع والدبغ واللدغي والغبرة والصبيخة والحيل وأمطي والبويرد والمحيول والواسط وبوحلفة والزوردي وفلج المر والكلباني والحديث والعوينة والحرف والطوية والشلي والعريق والشرجة والصفاري والراشدي وفلج جمه العالي والسافل والصغير والسليل الذي يمتاز بارتفاع درجة الحرارة وهو موجود في بلدة اللاجال، وفلج المحيدث والفرعة والشنين والظاهر والمغيزلية وسلطان وأولاد عامر والفتح والسد والفوري وفلج عوينة الزغبي.
وتوجد بالولاية أربع عيون مائية أهمها عين الشلي الموجودة في بلدة أفي وهذه العين مفيدة لعلاج الأمراض الجلدية بالإضافة إلى عين بني نصير وعين القش وعين قيس كما توجد بالقرب من عين الشلي أحواض كبريتية تحول الأساور الفضية إلى اللون الذهبي لبضع ساعات ثم تعود إلى شكلها الطبيعي.

## الحرف والصناعات التقليدية والفنون الشعبية
أهم الحرف والصناعات التقليدية التي تتميز بها هذه الولاية هي صناعة الخناجر والحلي وصناعة الفخار الذي تشتهر به هذه الولاية من القدم. ومن الحرف التقليدية السعفيات مثل المراوح (الملاهب) والقفير والسمة والدعون والمجامع.
أما بالنسبة للفنون الشعبية الفلكلورية التي تتميز بها هذه الولاية أبرزها فن الرزحة والهمبل والقصافي وفن العازي والتغرود والونة.

## المؤسسات الحكومية في الولاية
توجد العديد مكن المؤسسات الحكومية التي تقدم خدماتها للمواطن منها بلدية وادي المعاول والمركز الصحي والمحكمة الابتدائية بالإضافة ل (7) مدارس بجميع مراحلها التعليمية وجمعية المرأة العمانية وفرع لنادي الشباب بالإضافة إلى مكتب الوالي الذي يعد الحلقة الواصلة بين هذه المؤسسات وجميع المواطنين والمقيمين.

## وصلات خارجية
- ولاية وادي المعاول من موقع وزارة الإعلام العمانية